# Saint-Maur (Gers)
 Saint-Maur  (en occitano Sent Maur)es una localidad y comuna de Francia, en la región de Mediodía-Pirineos, departamento de Gers, en el distrito y cantón de Mirande. Está integrada en la Communauté de communes Cœur d'Astarac en Gascogne.

## Demografía
Su población en el censo de 1999 era de 111 habitantes.
| 136 | 132 | 89 | 111 | 103 | 111 |
| Para los censos de 1962 a 1999 la población legal corresponde a la población sin duplicidades (Fuente: INSEE [Consultar]) |     |    |     |     |     |